# Burlington (Vermont)
Burlington ist mit 44.743 Einwohnern (laut Volkszählung des Jahres 2020) die größte Stadt des US-Bundesstaates Vermont und Sitz der Countyverwaltung (Shire Town) vom Chittenden County. Die Stadt ist die Heimat der University of Vermont.

## Geografie

### Geografische Lage
Burlington liegt im Westen des Chittenden Countys, etwa 65 km nordwestlich von Montpelier, 110 km nördlich von Rutland und 150 km südöstlich von Montréal. Das Stadtzentrum befindet sich auf einem Hügel mit Blick auf den Lake Champlain. Entlang der nördlichen Stadtgrenze fließt der Winooski River. Durch die Lake Champlain Transportation Company besteht außer im Winter in allen Jahreszeiten ein regelmäßiger Fährverkehr zwischen Burlington und dem Staat New York.

### Nachbargemeinden
Alle Entfernungen sind als Luftlinien zwischen den offiziellen Koordinaten der Orte aus der Volkszählung 2010 angegeben.
- Norden: Colchester, 3,0 km
- Südosten: South Burlington, 3,5 km
- Westen: Chesterfield, New York, 23,3 km

## Klima
Für Vermonter Verhältnisse ist das Klima in Burlington recht mild. Es gibt vier frostfreie Monate im Sommer und im Winter drei Monate, in denen die Temperatur fast immer unter Null Grad Celsius liegt. Der Schneefall beträgt pro Jahr normalerweise 2 Meter.
|                       | Jan   | Feb   | Mär  | Apr  | Mai  | Jun  | Jul  | Aug   | Sep  | Okt  | Nov  | Dez  |   |       |
| Mittl. Tagesmax. (°C) | −3,8  | −2,5  | 4,1  | 12,0 | 19,6 | 24,3 | 27,3 | 25,5  | 20,6 | 13,9 | 6,7  | −0,9 | ⌀ | 12,3  |
| Mittl. Tagesmin. (°C) | −13,6 | −12,8 | −5,6 | 1,2  | 7,4  | 12,6 | 15,4 | 14,4  | 9,3  | 3,7  | −1,3 | −9,2 | ⌀ | 1,9   |
|                       |       |       |      |      |      |      |      |       |      |      |      |      |   |       |
| Niederschlag (mm)     | 46,2  | 41,4  | 56,6 | 70,1 | 79,2 | 88,1 | 92,7 | 103,1 | 83,8 | 73,2 | 79,5 | 61,5 | Σ | 875,4 |
|                       |       |       |      |      |      |      |      |       |      |      |      |      |   |       |
| Sonnenstunden (h/d)   | 4,1   | 5,2   | 6,2  | 6,9  | 8,1  | 9,0  | 9,7  | 8,3   | 6,7  | 5,1  | 3,0  | 3,0  | ⌀ | 6,3   |
|                       |       |       |      |      |      |      |      |       |      |      |      |      |   |       |
| Regentage (d)         | 8,2   | 6,7   | 9,1  | 9,8  | 10,9 | 10,6 | 9,2  | 10,6  | 8,7  | 8,9  | 10,9 | 10,0 | Σ | 113,6 |
|                       |       |       |      |      |      |      |      |       |      |      |      |      |   |       |
| Luftfeuchtigkeit (%)  | 70    | 68    | 67   | 65   | 66   | 69   | 69   | 73    | 75   | 73   | 73   | 73   | ⌀ | 70,1  |

| −13,6 |

| −12,8 |

| −5,6 |

| 1,2 |

| 7,4 |

| 12,6 |

| 15,4 |

| 14,4 |

| 9,3 |

| 3,7 |

| −1,3 |

| −9,2 |

| −13,6 |

| −12,8 |

| −5,6 |

| 1,2 |

| 7,4 |

| 12,6 |

| 15,4 |

| 14,4 |

| 9,3 |

| 3,7 |

| −1,3 |

| −9,2 |

## Geschichte
Burlington wurde 1763 gegründet, aber Siedler ließen sich hier erst in den 1770er Jahren nieder, als am Winooski River ein militärisches Fort gebaut wurde. Nach dem Unabhängigkeitskrieg (1775–1783) rodeten Kolonisten das Land und machten es urbar für die Landwirtschaft. 1787 wurde die erste Stadtversammlung abgehalten. Die University of Vermont wurde 1791 als Agricultural College of Vermont in Burlington gegründet. Das hierfür benötigte Land war von Ira Allen, dem Bruder des amerikanischen Freiheitskämpfers Ethan Allen, gestiftet worden.
Bis 1812 hatte Burlington den Status einer der führenden Hafenstädte der Nation erlangt. Es war der Hauptort für den Import kanadischen Holzes. Dadurch wuchs die Bevölkerung schnell auf 2000 Einwohner an. Während des Britisch-Amerikanischen Krieges (1812) beherbergte Burlington einen Armeeposten und ein Militärkrankenhaus. Die Rolle der Stadt im Krieg war dennoch vergleichsweise gering, trotz ihrer geographischen Nähe zur kanadischen Grenze.
1823 wurde der Lake Champlain Canal eröffnet, der eine durchgehende Schiffsverbindung von New York City bis Montreal ermöglicht. Dadurch wuchs die Bedeutung des Burlingtoner Hafens noch mehr, denn hier wurden Holz und landwirtschaftliche Erzeugnisse südwärts nach New York City und Albany (New York), sowie Fabrikwaren in den Nordosten des Bundesstaates New York verschifft. Burlington wuchs ab 1823 rapide und avancierte bald zur größten Stadt des Landes. Die ideale Lage am Lake Champlain machte die Stadt zu einem Magneten für Industrie und Gewerbe und zum Zentrum des Handels mit Kanada.
Die Eisenbahnstrecke nach Rutland wurde im Jahre 1849 fertiggestellt. Die Holzfällerindustrie Burlingtons wuchs weiter. Als Winooski 1862 an die Central Vermont Railroad angebunden wurde, begünstigte dies auch das Aufblühen der Molkereiindustrie, die nun ihre Produkte in anderen Teilen Neuenglands sowie in Québec verkaufen konnte.
1864 wurde der nordwestliche Teil der Town zur City of Burlington erklärt und der ländlicher geprägte südliche Teil wurde zur heutigen Town South Burlington.

### Einwohnerentwicklung
| Volkszählungsergebnisse – City of Burlington | Volkszählungsergebnisse – City of Burlington | Volkszählungsergebnisse – City of Burlington | Volkszählungsergebnisse – City of Burlington | Volkszählungsergebnisse – City of Burlington | Volkszählungsergebnisse – City of Burlington | Volkszählungsergebnisse – City of Burlington | Volkszählungsergebnisse – City of Burlington | Volkszählungsergebnisse – City of Burlington | Volkszählungsergebnisse – City of Burlington | Volkszählungsergebnisse – City of Burlington |
| Jahr                                         | 1700                                         | 1710                                         | 1720                                         | 1730                                         | 1740                                         | 1750                                         | 1760                                         | 1770                                         | 1780                                         | 1790                                         |
| -------------------------------------------- | -------------------------------------------- | -------------------------------------------- | -------------------------------------------- | -------------------------------------------- | -------------------------------------------- | -------------------------------------------- | -------------------------------------------- | -------------------------------------------- | -------------------------------------------- | -------------------------------------------- |
| Einwohner                                    |                                              |                                              |                                              |                                              |                                              |                                              |                                              |                                              |                                              | 332                                          |
| Jahr                                         | 1800                                         | 1810                                         | 1820                                         | 1830                                         | 1840                                         | 1850                                         | 1860                                         | 1870                                         | 1880                                         | 1890                                         |
| Einwohner                                    | 815                                          | 1.690                                        | 2.111                                        | 3.226                                        | 4.271                                        | 7.585                                        | 7.713                                        | 14.387                                       | 11.365                                       | 14.590                                       |
| Jahr                                         | 1900                                         | 1910                                         | 1920                                         | 1930                                         | 1940                                         | 1950                                         | 1960                                         | 1970                                         | 1980                                         | 1990                                         |
| Einwohner                                    | 18.640                                       | 20.468                                       | 22.779                                       | 24.789                                       | 27.686                                       | 33.155                                       | 35.531                                       | 38.633                                       | 37.712                                       | 39.127                                       |
| Jahr                                         | 2000                                         | 2010                                         | 2020                                         | 2030                                         | 2040                                         | 2050                                         | 2060                                         | 2070                                         | 2080                                         | 2090                                         |
| Einwohner                                    | 38.889                                       | 42.417                                       | 44.743                                       |                                              |                                              |                                              |                                              |                                              |                                              |                                              |

## Wirtschaft und Infrastruktur

### Verkehr

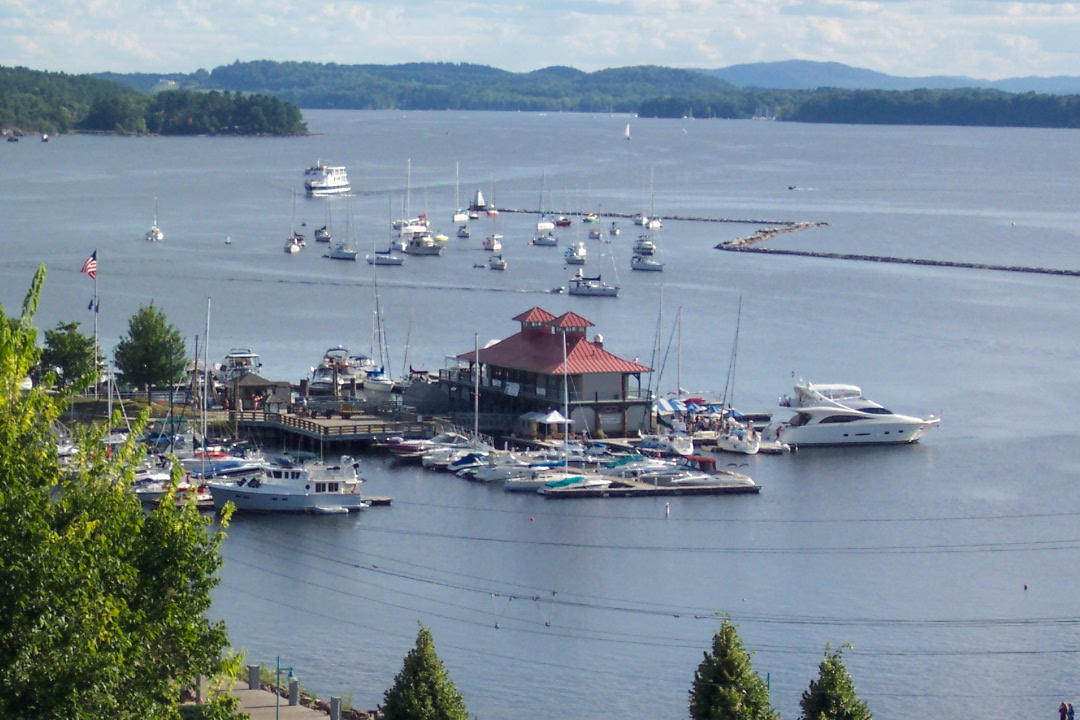
Burlington Breakwater

Die Interstate 89 führt in nordsüdlicher Richtung an der City von Burlington vorbei, erschlossen wird die City durch den Zubringer, die Interstate 189 die in westlicher Richtung in den Süden der Town führt. In die City führt aus Osten in einem Bogen kommend und die Town auch verlassend der U.S. Highway 2 von Ihr zweigt in südlicher Richtung der U.S. Highway 7 ab. Es gibt eine Fährverbindung über den Lake Champlain von Burlington nach Port Kent im Bundesstaat New York.
Die Rutland Railway führte nach Burlington und weiter nach Alburgh (Vermont). Heute befindet sich hier der Hauptsitz der Nachfolgegesellschaft Vermont Railway. Zurzeit finden nur touristische Fahrten und Güterverkehr statt. Die Reaktivierung der Passagierverbindung nach Albany (New York) ist für 2021 oder 2022 geplant.
Der Burlington International Airport befindet sich etwa fünf Kilometer östlich der Innenstadt in der benachbarten City South Burlington.

### Wirtschaft
Burlington ist Hauptsitz von Burton Snowboards, einem der weltweit führenden Hersteller von Snowboards und Equipment.

### Öffentliche Einrichtungen
Das  University of Vermont Medical Center in Burlington ist das Krankenhaus für Burlington und die umgebenden Towns.

### Bildung

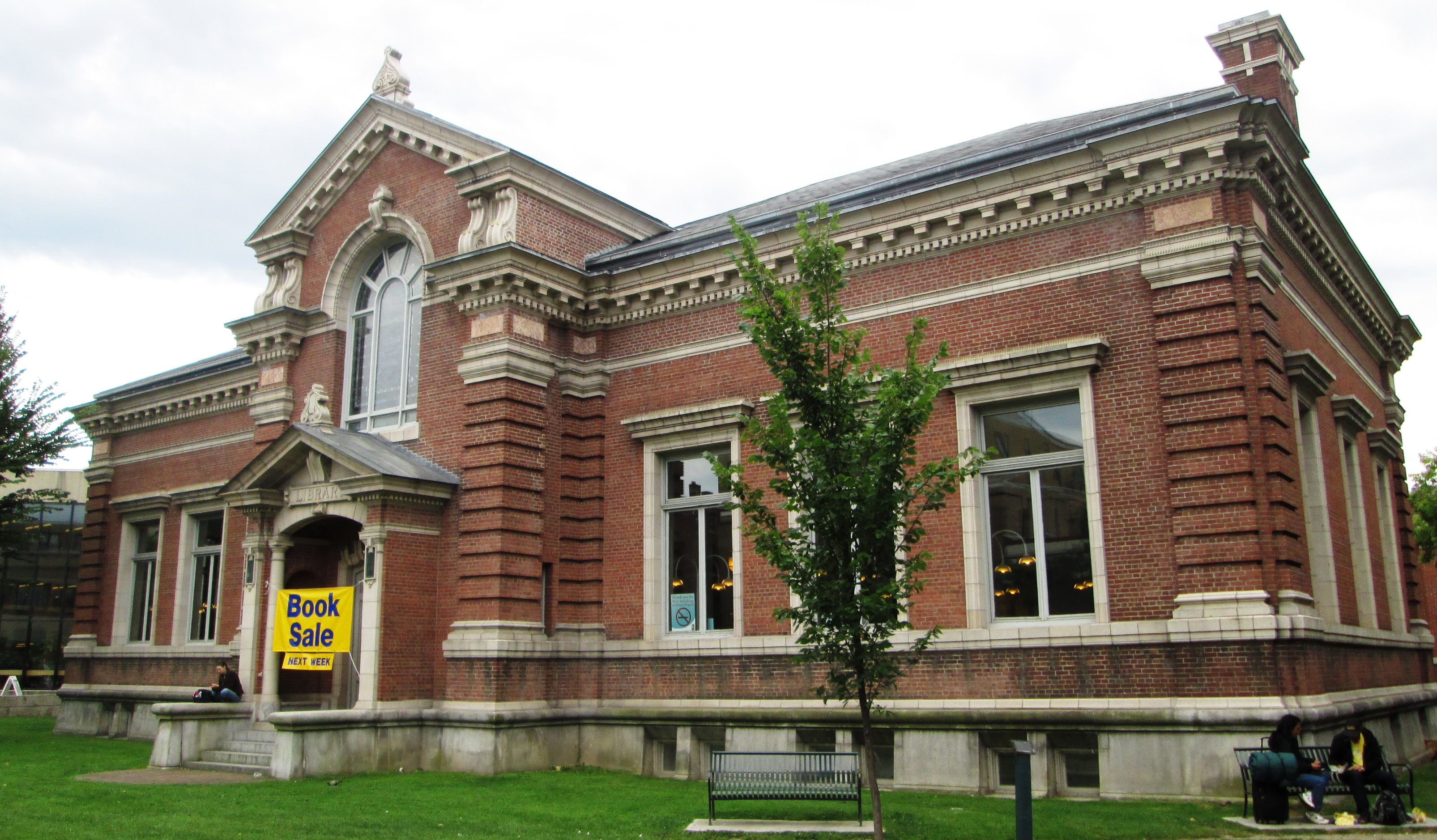
Fletcher Free Library

In Burlington City gibt es mehrere Schulen, vier Grundschulen, die Champlain Elementary, C.P. Smith Elementary, Edmunds Elementary und die J.J. Flynn Elementary, zudem zwei Mittelschulen, die Edmunds Middle School und die Hunt Middle School, sowie die Burlington High School.
Die Fletcher Free Library befindet sich an der College Street in Burlington City.

## Städtepartnerschaften
Burlington hat Beziehungen zu folgenden Partnerstädten:
| - Arad, Israel - Betlehem, Palästina - Burlington (Ontario), Kanada - Honfleur, Frankreich | - Nishinomiya, Japan - Puerto Cabezas, Nicaragua - Jaroslawl, Russland - Moss Point, USA |

## Persönlichkeiten

### Söhne und Töchter der Stadt
- James Van Ness (1808–1872), Politiker, Bürgermeister von San Francisco
- William Hepburn Russell (1812–1872), Geschäftsmann
- Jason Niles (1814–1894), Politiker
- Truman Everts (1816–1901), Forscher, Teilnehmer der Washburn-Langford-Doane-Expedition
- Truman Seymour (1824–1891), General der Union im Amerikanischen Bürgerkrieg
- Jean-Baptiste Labelle (1825–1898), kanadischer Organist, Pianist, Komponist und Dirigent
- Helen Searle (1834–1884), Stilllebenmalerin
- Charles Jerome Hopkins (1836–1898), Komponist, Musiklehrer und -förderer
- John Stephen Michaud (1843–1908), katholischer Geistlicher, Bischof von Burlington
- Henry T. Mayo (1856–1937), Seeoffizier der US Navy
- John Dewey (1859–1952), Philosoph und Pädagoge
- Martin Joseph Wade (1861–1931), Jurist und Politiker
- James Rowland Angell (1869–1949), Psychologe und Universitätspräsident
- Edward Gleason Spaulding (1873–1940), Philosoph
- Grace Coolidge (1879–1957), Ehefrau des US-Präsidenten Calvin Coolidge und somit die First Lady der USA von 1923 bis 1929
- Ana Frohmiller (1891–1971), Politikerin
- Stella Hackel-Sims (* 1926), Politikerin, Vermont State Treasurer und Direktorin der United States Mint
- Orson Bean (1928–2020), Schauspieler
- Louis Edward Gelineau (1928–2024), Bischof von Providence
- Jacqueline Noonan (1928–2020), Kinderkardiologin
- Robert Gilpin (1930–2018), Politikwissenschaftler
- Harry Blanchard (1931–1960), Autorennfahrer
- Larry Damon (1933–2024), Skilangläufer, Biathlet und Leichtathlet
- Ralph Abraham (1936–2024), Mathematiker
- Jeanne Ashworth (1938–2018), Eisschnellläuferin
- Mary Adelia McLeod (1938–2022), anglikanische Bischöfin der Episkopalkirche der USA
- Brian D. Burns (* 1939), Politiker, Vizegouverneur von Vermont
- Shirley Muldowney (* 1940), Motorsportlerin
- Billy Kidd (* 1943), Skirennläufer
- Ted Bundy (1946–1989), Serienmörder
- Jude Ciccolella (* 1947), Schauspieler
- William Sorrell (* 1947), Anwalt und Politiker, Vermont Attorney General
- Tristan Honsinger (1949–2023), Cellist
- Doug Racine (* 1952), Politiker, Vizegouverneur von Vermont
- Elizabeth M. Ready (* 1953), Politikerin, State Auditorin von Vermont
- Kevin McKenzie (* 1954), Balletttänzer und Choreograph
- Bette A. Loiselle (* 1957), Ornithologin
- Brian Dubie (* 1959), Politiker und Vizegouverneur
- Beth Paxson (* 1960), Skilangläuferin
- Tiger Shaw (* 1961), alpiner Skirennläufer
- Ben Kinmont (* 1963), Konzeptkünstler
- Leslie Thompson (* 1963), Skilangläuferin
- Tyler Saint (* 1965), Pornodarsteller
- Brenda White (* 1966), Skilangläuferin
- Aaron Blaise (* 1968), Animator und Filmregisseur
- Tana French (* 1973), irische Schriftstellerin
- T. J. Donovan (* 1974), Politiker und Vermont Attorney General
- Daniel Levin (* 1974), Jazz- und Improvisationsmusiker
- Jake Sullivan (* 1976), Regierungsbeamter
- Morgan Benoit (* 1980), Schauspieler, Stuntman und Filmproduzent
- Jimmy Cochran (* 1981), Skirennfahrer
- Morgan Page (* 1981), DJ
- Jessica Kelley (* 1982), Skirennfahrerin
- Tim Kelley (* 1986), Skirennläufer
- Parker Croft (* 1987), Filmschauspieler und Drehbuchautor
- Alex Farnham (* 1987), Schauspieler, Filmschaffender und Webvideoproduzent
- Robby Kelley (* 1990), Skirennläufer
- Ross Miner (* 1991), Eiskunstläufer
- Ryan Cochran-Siegle (* 1992), Skirennläufer
- Ilona Maher  (* 1996), Rugbyspielerin
- Atle Lie McGrath (* 2000), norwegischer Skirennläufer
- Sophie Nyweide (2000–2025), Schauspielerin
- Benjamin Ritchie (* 2000), Skirennläufer
- Raphael Luce (* 2006), Schauspieler

### Persönlichkeiten, die vor Ort gewirkt haben
- Samuel Hitchcock (1755–1813), Jurist, Richter und Politiker, war der erste Vermont Attorney General
- Raul Hilberg (1926–2007), Historiker und Professor für Politikwissenschaften an der University of Vermont.
- Bernie Sanders (* 1941), ehemaliger Bürgermeister, seit 1991 parteiloser Abgeordneter im Repräsentantenhaus für den US-Bundesstaat Vermont, 2006 in den Senat gewählt.
- Ed Flanagan (1950–2017), Politiker, der Vermont State Auditor war